# 锡尔斯
锡尔斯（加泰隆尼亞語發音：[ˈsils]）是加泰罗尼亚赫罗纳省的一个市镇。总面积30平方公里，总人口3248人（2001年），人口密度108人/平方公里。